# هایلی کرافورد
هایلی کرافورد (انگلیسی: Hayley Crawford؛ زادهٔ ۲۷ مارس ۱۹۸۴) بازیکن فوتبال اهل استرالیا است.
از باشگاه‌هایی که در آن بازی کرده‌است می‌توان به اشاره کرد.
وی همچنین در تیم‌های ملی فوتبال Australia women's national under-20 soccer team و زنان استرالیا بازی کرده‌است.